# Piero Angela
Piero Domenico Angela (Torino, 22 dicembre 1928 – Roma, 13 agosto 2022) è stato un divulgatore scientifico, giornalista, conduttore televisivo e saggista italiano, con una breve carriera professionistica iniziale anche come musicista jazzista e pianista.
Iniziò la carriera come cronista radiofonico, divenendo poi inviato e affermandosi successivamente come conduttore del telegiornale Rai, tuttavia resta noto soprattutto come ideatore e presentatore di trasmissioni di divulgazione in stile anglosassone, con cui ha dato vita a un filone documentaristico della televisione italiana, e per il suo giornalismo scientifico, espresso anche in numerose pubblicazioni saggistiche. Ha ricevuto riconoscimenti ufficiali per l'importante opera di avvicinamento del pubblico al mondo della cultura e della scienza svolta nell'arco di gran parte della propria vita.

## Biografia
(Piero Angela)
Figlio del medico psichiatra ed antifascista Carlo Angela, insignito della medaglia dei Giusti tra le nazioni, e di Maria Luigia Maglia, originaria di Rodallo di Caluso, aveva una sorella di nome Sandra. Angela scrisse che la razionalità gli fu insegnata proprio da suo padre; secondo il collega Gigi Marzullo: «il suo perfetto autocontrollo e la sua compassata cordialità riflettono in parte la sua indole schiva e in parte sono iscritte nel codice genetico di questo piemontese educato alla razionalità e alla tolleranza». Lo stesso Angela dichiarò di aver ricevuto «un'educazione molto piemontese: molto rigida, con principi molto severi, tra cui quello di tenersi un passo indietro sempre, mai esibire». D'altro canto, con riferimento alla propria istruzione scolastica, egli scrisse:
Pur avendo frequentato solo scuole laiche, l'unico insegnante di cui ebbe un buon ricordo fu un sacerdote, don Carlo Ughetti, che tra la quarta e quinta elementare realizzava esperimenti scientifici in classe:
Frequentò i licei classici Vittorio Alfieri e Massimo d'Azeglio a Torino e successivamente ingegneria al Politecnico di Torino, interrompendo gli studi prima della laurea una volta assunto in Rai.
Piero Angela era agnostico. Sposatosi nel 1955 a Torino presso la Chiesa della Madonna degli Angeli con Margherita Pastore (1934), ebbe da lei i figli Christine (1958) e Alberto (1962).

### Musica
(Piero Angela)
All'età di sette anni iniziò a prendere lezioni private di pianoforte, sviluppando in seguito un interesse per la musica jazz. A vent'anni, nel 1948, suonò con il nome di Peter Angela in varie jam session nei jazz-club torinesi.
Nello stesso anno fu notato dall'impresario Sergio Bernardini, che lo invitò a suonare nella serata inaugurale della Capannina di Viareggio. Nei primi anni cinquanta formò, insieme con il batterista Franco Mondini, un trio jazz in cui si alternarono vari contrabbassisti. Al trio si aggiunsero spesso solisti di richiamo, quali ad esempio Nini Rosso, Franco Pisano, Nunzio Rotondo e l'ex cornettista di Duke Ellington, Rex Stewart. Insieme con Mondini, Angela avrebbe poi fatto parte per qualche tempo del quartetto di Rotondo. Ha suonato anche con il chitarrista Franco Cerri, di cui era amico e del quale raccontò che nel 1946, non potendo comprare il biglietto, andava a sentire i concerti da fuori, raggiungendo in bicicletta il retro del locale torinese in cui Cerri si esibiva con Gorni Kramer e il Quartetto Cetra. Nel frattempo assunto in Rai, nel 1952 cessò l'attività musicale professionistica per dedicarsi al giornalismo.
Pur non avendo continuato la carriera come musicista, Piero Angela rimase un cultore del jazz, suonando spesso insieme a jazzisti professionisti e cogliendo spesso l'occasione per esibirsi al pianoforte quando nelle trasmissioni da lui condotte erano presenti approfondimenti dedicati alla musica oppure si trattavano argomenti in qualche modo connessi con il mondo musicale, per esempio i fenomeni acustici.
(Piero Angela)

### Giornalismo
Il primo incarico nell'ente radiotelevisivo di Stato fu quello di cronista, nel 1951, come collaboratore del Giornale Radio Rai. Nel 1954, con l'avvento della televisione, Angela passò al Telegiornale, per il quale fu corrispondente, prima da Parigi e poi da Bruxelles, dal 1955 al 1968. Insieme con Andrea Barbato, nel 1968 fu il conduttore della prima edizione del Telegiornale Nazionale delle 13:30 e nel 1976 fu il primo conduttore del TG2.
Lavorò diverse volte come inviato di guerra. Nel 1967 si recò in Iraq durante la Guerra dei sei giorni, dove fu arrestato insieme ad altri giornalisti e successivamente rilasciato lo stesso giorno. Nel 1968 fu invece in Vietnam, dove intervistò soldati americani e contadini.
Influenzato dalla lezione documentaristica di Roberto Rossellini, nel 1968 realizzò una serie di documentari dal titolo Il futuro nello spazio, sul tema del programma Apollo; durante le riprese effettuate negli Stati Uniti realizzò anche numerosi collegamenti in diretta per la Rai in occasione del lancio del vettore Saturn V che portò i primi astronauti sulla Luna. Iniziò quindi una lunga attività di divulgazione scientifica che negli anni successivi lo portò a produrre numerose trasmissioni di informazione tra cui Destinazione Uomo (dieci puntate), Da zero a tre anni (tre puntate), Dove va il mondo? (cinque puntate), Nel buio degli anni luce (otto puntate), Indagine sulla parapsicologia (cinque puntate), Nel cosmo alla ricerca della vita (cinque puntate).
Durante la carriera in Rai, Angela divenne molto amico del presentatore Enzo Tortora; sulla tragica vicenda giudiziaria di quest'ultimo disse:
Nel febbraio 2006, alla vigilia delle elezioni politiche in Italia, il Corriere della Sera chiese ai lettori con un sondaggio sul proprio sito web quale personalità del giornalismo avrebbero preferito per moderare l'imminente dibattito televisivo tra i due leader delle maggiori coalizioni, Romano Prodi e Silvio Berlusconi. I votanti diedero nettamente la propria preferenza a Piero Angela, che precedette una folta schiera di giornalisti politici. Intervistato dal Corriere, Angela disse di considerare il risultato come un'attestazione di fiducia verso il proprio lavoro, ma di non sentirsi idoneo a un simile incarico. I due moderatori furono poi Clemente Mimun e Bruno Vespa.

### Divulgazione scientifica

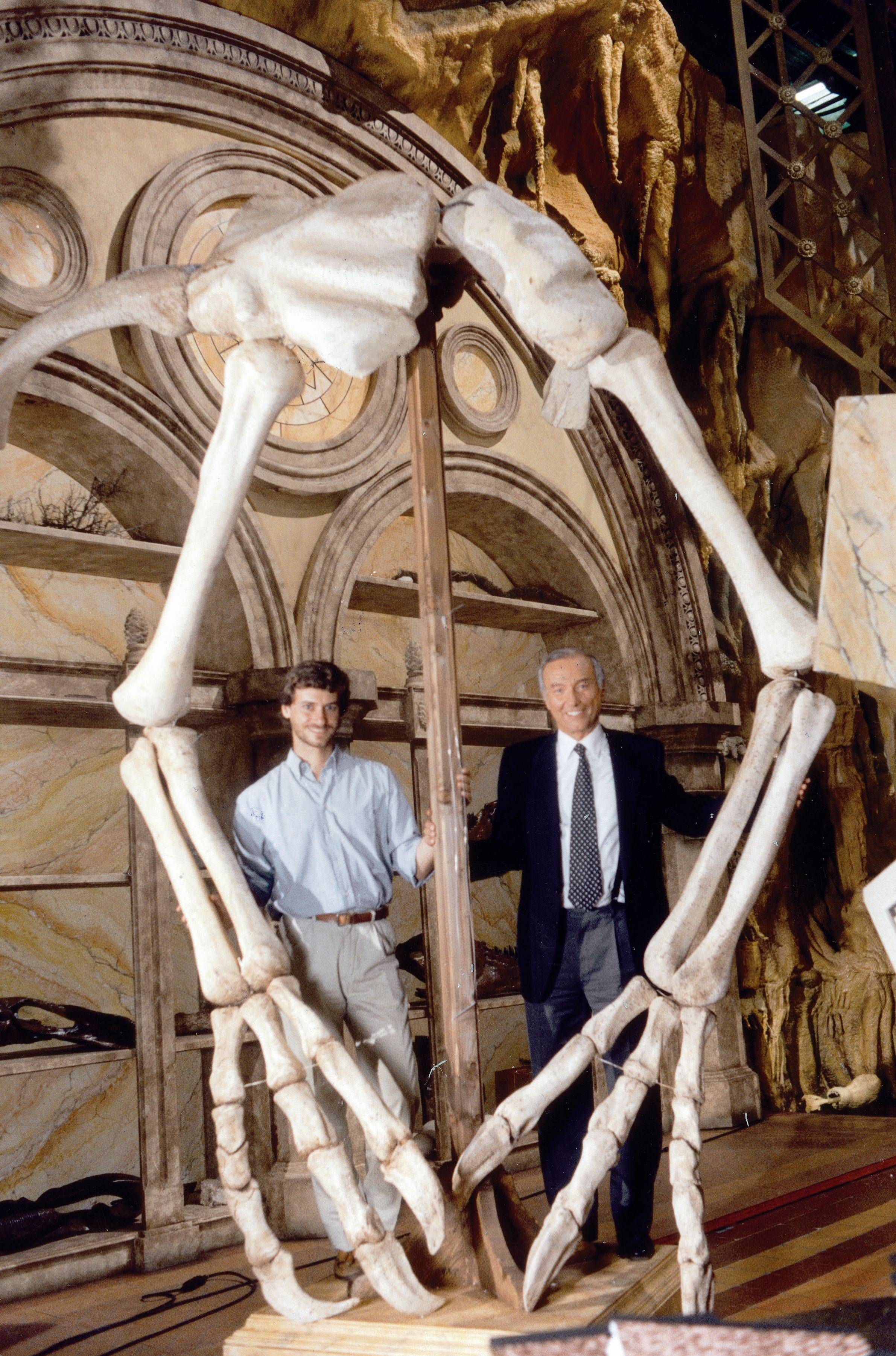
Piero Angela con il figlio Alberto, durante le riprese della serie Il pianeta dei dinosauri (1993)

Dall'inizio degli anni settanta Angela cominciò a dedicarsi alla realizzazione di programmi televisivi dedicati alla divulgazione. Il primo di essi fu Destinazione uomo (1971), una delle prime trasmissioni televisive di tale genere rivolta a un pubblico generalista. A partire dal 1981 ebbe inizio la serie Quark.
(Piero Angela, presentando la prima puntata del programma nel 1981)
La formula di Quark era al tempo particolarmente innovativa: si misero in campo tutti i mezzi tecnologici a disposizione e le risorse della comunicazione televisiva per rendere familiari i temi trattati, come i documentari della BBC e di David Attenborough, i cartoni animati di Bruno Bozzetto usati per spiegare i concetti più difficili, le interviste con gli esperti esposte nel linguaggio più chiaro possibile compatibilmente con la complessità degli argomenti, le spiegazioni in studio. Dal programma-base nacquero diversi spin-off, alcuni dei quali tuttora prodotti: documentari naturalistici (Quark speciale e Il mondo di Quark), finanziari (Quark Economia) e politici (Quark Europa).
Del 1984 è il suo progetto Pillole di Quark, clip di trenta secondi su argomenti tecnici, scientifici, educativi, sociali, medici, in onda a orari variabili su Rai 1. Nello stesso anno Angela realizzò il primo talk show con finalità di intrattenimento misto a divulgazione scientifica: sei prime serate in diretta col pubblico dal Foro Italico, con personaggi del mondo della cultura, della scienza, dello spettacolo e dello sport sul palco a interagire con la platea.
Nel 1986 e nel 1987, dal Palazzetto dello Sport di Torino, davanti a ottomila spettatori, condusse due prime serate su Rai 1 sui problemi del clima: atmosfera e oceani, cui fecero seguito tre serie televisive che sfruttavano le nuove tecnologie di rappresentazione grafica tramite computer: un viaggio dentro il corpo umano (La macchina meravigliosa, in otto puntate), nella preistoria (Il pianeta dei dinosauri, in quattro puntate), e nello spazio (Viaggio nel cosmo, in sette puntate). Queste serie, realizzate con la collaborazione di suo figlio Alberto, furono tradotte in inglese e vendute in oltre quaranta paesi europei, americani e asiatici, paesi arabi e Cina inclusi.
Del 1988 è anche Quark italiani, una serie di documentari di natura, ambiente, esplorazione, mondo animale prodotti e realizzati da autori italiani, tra cui lo stesso Alberto Angela, che realizzò alcuni documentari in Africa.
Nella sua autobiografia descrisse le circostanze che portarono a Superquark, quando per contrastare la concorrenza con Mediaset era necessario avere in prima serata un programma forte che arrivasse fino al Telegiornale della notte: «Alcuni programmi "pigliatutto" erano già cominciati da tempo, e Brando Giordani, allora direttore di Rai 1, mi telefonò chiedendomi di fare un "Quark" di due ore, anziché di una.»

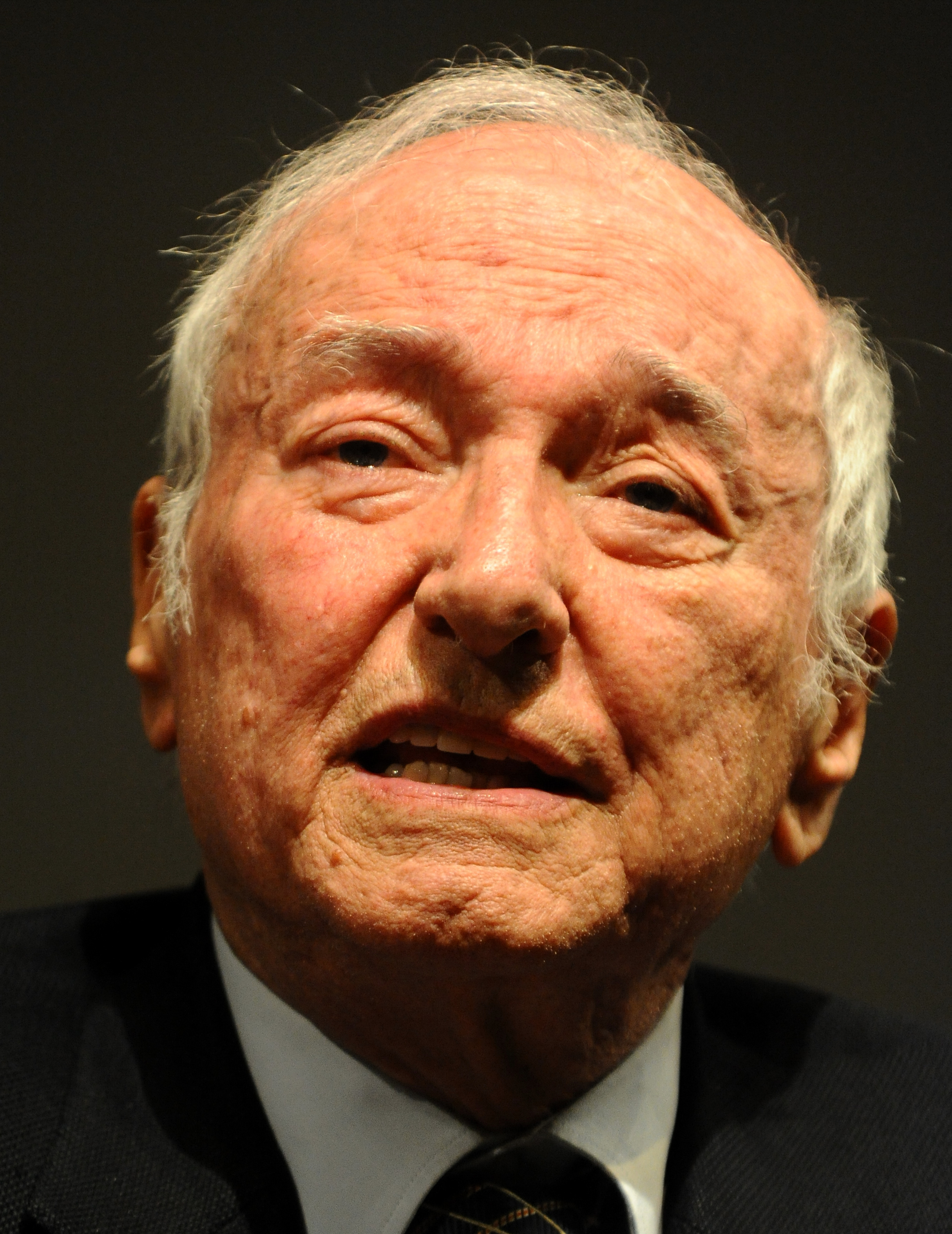
Piero Angela nel 2013

Nel 1995 nacque infatti Superquark, nel corso del quale, il 4 giugno 1999, vennero celebrate le duemila puntate del Progetto Quark e relative filiazioni. Nello stesso anno vennero prodotti anche gli Speciali di Superquark, serate monotematiche su argomenti di grande interesse sociale, psicologico e scientifico, e la collaborazione al programma televisivo Domenica in, nel quale ricoprì il ruolo di conduttore di uno spazio dedicato alla cultura. Nel 1997 nacque Quark atlante - Immagini dal pianeta.
A partire dal 2000, insieme al figlio Alberto, fu autore di Ulisse, programma a puntate monografiche riguardanti scoperte storiche e scientifiche.
Parallelamente all'attività divulgativa in televisione, Angela svolse l'attività editoriale, sempre a contenuto informativo. Per lungo tempo curò la rubrica «Scienza e società» sul settimanale TV Sorrisi e Canzoni e del mensile Quark, di cui fu anche supervisore, da lui stesso fondato nel 2001 e sciolto nel 2006 per mancanza di fondi. Il mensile, ispirandosi all'omonima trasmissione televisiva, trattava temi scientifici in maniera accessibile al pubblico. Piero Angela scrisse inoltre oltre trenta libri, molti dei quali vennero tradotti in inglese, tedesco e spagnolo, con una tiratura complessiva di oltre tre milioni di copie.

#### Stile e ruolo della divulgazione
Negli anni settanta Piero Angela ha dichiarato di seguire uno stile informale, lontano dagli standard seriosi dell'epoca, avvicinandosi al linguaggio del pubblico catturando l'attenzione con esempi, battute umoristiche e trovate. Riteneva che la maggiore difficoltà della divulgazione scientifica fosse spiegare i concetti complessi in modo semplice mantenendo l'integrità del messaggio.
(Piero Angela, Viaggi nella scienza, 1982)
Angela affermava che la divulgazione scientifica è una condizione essenziale per la partecipazione alla vita democratica, di cui conoscenza e consapevolezza sono presupposti.
(Piero Angela, Viaggi nella scienza, 1982)

#### Il CICAP

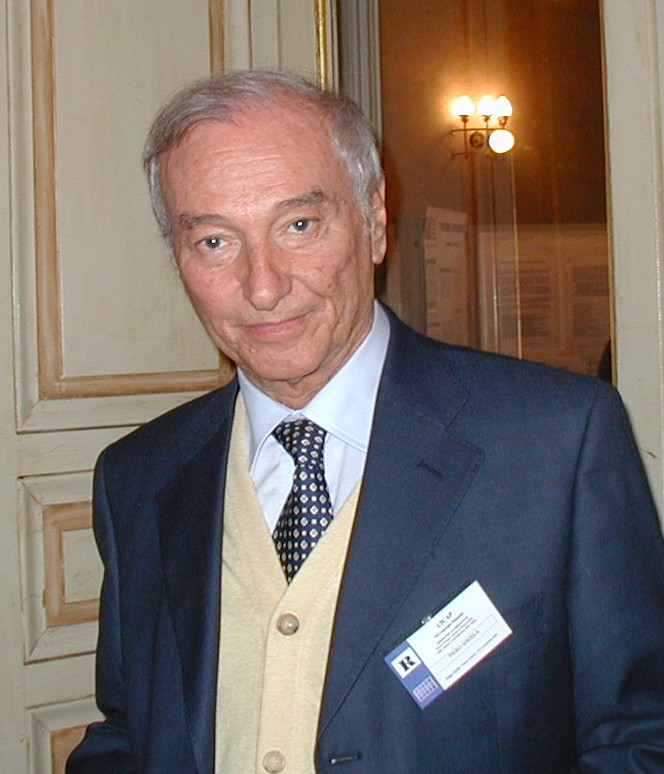
Piero Angela alla conferenza nazionale del CICAP del 2001

Nel 1989 fu tra i fondatori del CICAP, associazione per il controllo sulle pseudoscienze, nata per promuovere l'educazione scientifica e lo spirito critico, nonché per indagare sull'effettiva esistenza dei presunti fenomeni paranormali. Uno slogan dell'associazione, «Bisogna avere sempre una mente aperta, ma non così aperta che il cervello caschi per terra», è diventata una frase frequentemente attribuita a Piero Angela, sebbene si tratti in realtà di un modo di dire già attribuito ad altre personalità celebri.
Socio effettivo dell'associazione, nel maggio 2016 venne nominato presidente onorario.

#### La citazione in giudizio per diffamazione

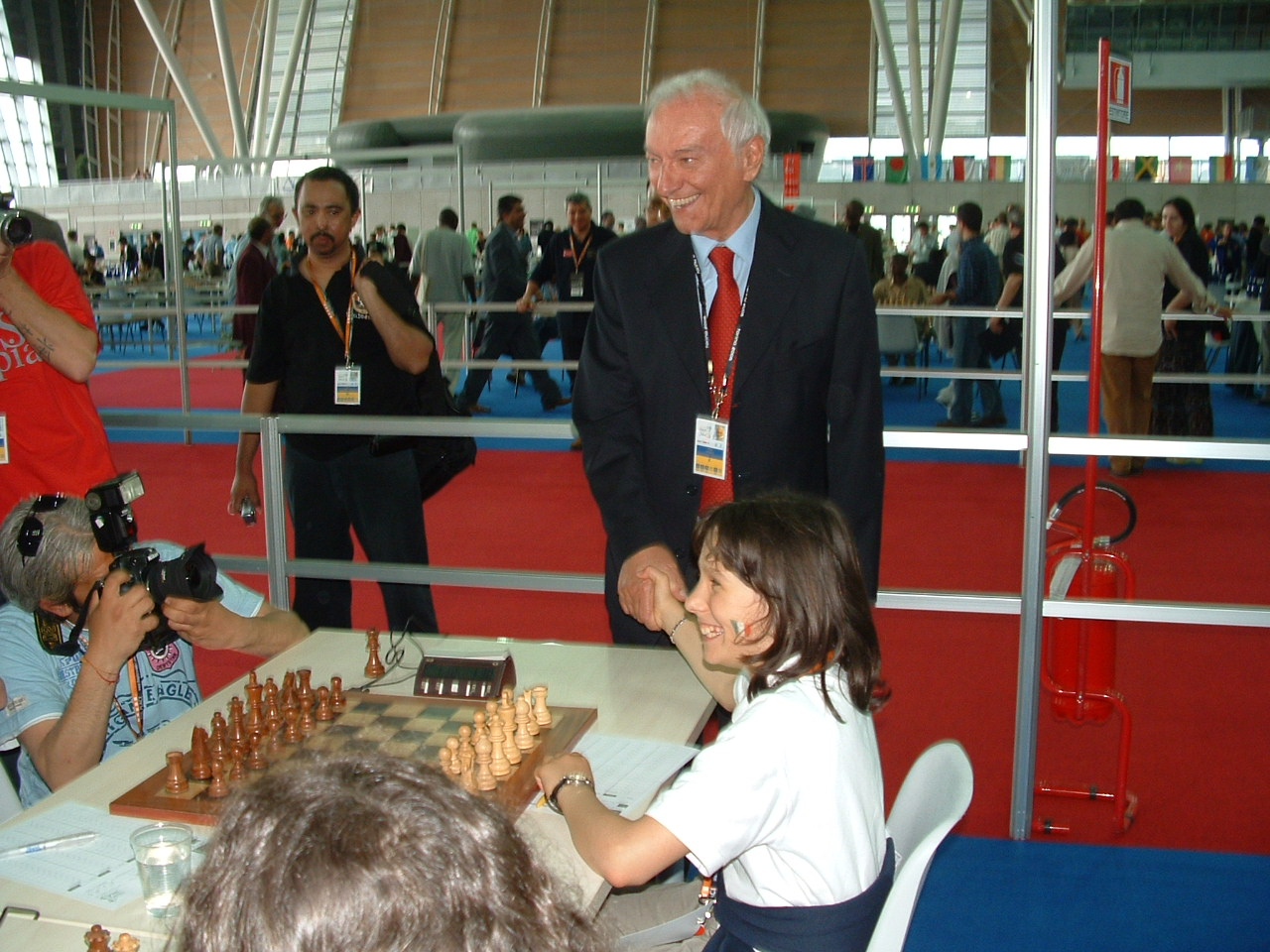
Piero Angela si congratula con la dodicenne Marina Brunello alle Olimpiadi degli scacchi di Torino 2006

Nel 2000 fu citato in tribunale per diffamazione da due associazioni omeopatiche (la FIAMO e la SIMO in una causa civile e una penale), in seguito alla trasmissione di Superquark dell'11 luglio 2000 nella quale la medicina omeopatica venne accusata di non avere fondamento scientifico certo. Angela, difeso dagli avvocati Giulia Bongiorno e Franco Coppi, fu assolto in entrambe le cause e il giudice riconobbe la non scientificità della disciplina.

#### L'archivio di Piero Angela
Nel 2019, Piero Angela coinvolge il suo collaboratore e amico di lunga data Massimo Polidoro perché lo aiuti in due progetti a lui molto cari. Il primo è la scrittura di un libro-intervista che avrebbe voluto uscisse dopo la sua scomparsa, quello che sarebbe poi diventato il bestseller La meraviglia del tutto (Mondadori, 2024), che contiene una postfazione dei figli Alberto e Christine Angela. Il secondo è la presa in carico e la cura del suo archivio personale, comprendente centinaia di documenti, faldoni, testi, copioni, lettere, pubblicazioni e inediti, con l’obiettivo di riordinarlo e valorizzarlo.

### La morte
Piero Angela morì nella sua abitazione romana il 13 agosto del 2022, all'età di 93 anni, dopo una lunga malattia. A darne per primo l'annuncio fu il figlio Alberto sui social.
Al momento della morte di Angela era in onda la ventinovesima stagione di Superquark, le cui ultime puntate erano state registrate poche settimane prima, quando il celebre divulgatore era ormai malato: la sera di quel giorno venne trasmessa una di queste puntate inedite, preceduta dal messaggio che Angela stesso aveva scritto poco prima di spirare.
La mattina del 16 agosto venne allestita la camera ardente presso la sala della Protomoteca del Palazzo Senatorio in Campidoglio, dove lo stesso giorno fu celebrato il funerale con rito laico. La salma venne poi portata presso il cimitero Flaminio per la cremazione.
Poco dopo il decesso, la Rai ha pubblicato un messaggio di congedo di Piero Angela dai suoi telespettatori, dettato ai familiari appena un giorno prima e destinato a essere diffuso tramite i canali social del programma SuperQuark.
Nel messaggio il giornalista si riferisce alla sua esperienza professionale come a "un'avventura straordinaria, vissuta intensamente", di cui ringrazia la scienza, un metodo che consente un approccio ai problemi "razionale ma al tempo stesso umano", e il "grande gruppo di autori, collaboratori, tecnici e scienziati" con cui nel tempo ha collaborato. E contiene un messaggio:

### Altre attività
- Piero Angela scrisse il soggetto e partecipò alla sceneggiatura di un film avente per tema la minaccia della guerra atomica: Il giorno prima (1987) diretto da Giuliano Montaldo.
- Nel 2009 Angela annunciò di aver scoperto, con l'aiuto del RIS di Parma[55], un nuovo autoritratto leonardesco[55] presente nel libro Il Codice del volo degli uccelli.[56]
- Angela coltivò anche l'hobby degli scacchi, pur non partecipando a tornei. Fu tra gli ospiti d'onore delle Olimpiadi degli scacchi del 2006, tenutesi nella sua città d'origine.
- La figura di Angela ispirò il personaggio di Piero Papera, conduttore della trasmissione SuperQuack, apparso nel 2002 sul settimanale Topolino.[57][58]

## Riconoscimenti

Murales di Piero Angela accanto alla sede della RAI a Torino.

- Angela ricevette dodici lauree honoris causa.[59][60] Oltre a numerosi riconoscimenti in Italia e all'estero, nel 1993 fu insignito del Premio Kalinga per la divulgazione scientifica attribuitogli dall'UNESCO, nel 2002 la medaglia d'oro per la cultura della Repubblica Italiana[59] e nel 2021 l'onorificenza di Cavaliere di gran croce dell'Ordine al Merito della Repubblica italiana.
- Ricevette sette telegatti, di cui uno alla carriera il 22 gennaio 2008.
- Il 3 ottobre 2010 vinse il Premio Speciale della Giuria del Premio Letterario Giuseppe Dessì.
- Gli è stato intitolato l'asteroide 7197 Pieroangela dagli astronomi Andrea Boattini e Maura Tombelli, che lo scoprirono.
- Gli è stata dedicata la specie Babylonia pieroangelai, mollusco gasteropode del Mar Cinese.[61]
- Padova, città legata a Galileo Galilei, gli ha riconosciuto la cittadinanza onoraria[62] per il suo "contributo di eccellenza dato alla divulgazione scientifica".
- Anche Torino, la sua città natale, il 23 ottobre 2017, decise di riconoscergli la cittadinanza onoraria per essere "la conferma vivente della tradizione scientifica della città" e per aver contribuito con la sua carriera professionale a incrementare "la cultura e la conoscenza degli italiani anche mediante il mezzo televisivo".[63]
- Nel 2018 ricevette il premio Torinese dell'anno 2017, assegnato dalla Camera di commercio di Torino, "Per aver rappresentato lo stile torinese dell’impegno e della passione per il lavoro".[64]
- Il 22 dicembre 2022 è stato inaugurato a Nichelino (TO), su un edificio di due piani in via Torino 103 B, un murales di 10 metri che raffigura Piero Angela in stile iperrealista; è stato realizzato da Davide Andreazza e Karim Cherif.[65]
- Il giorno 18 marzo 2023, quarantaduesimo anniversario della messa in onda della prima puntata di Quark (18 marzo 1981), è stato intitolato il primo Istituto scolastico in Italia alla memoria di Piero Angela. Si tratta dell'Istituto Comprensivo di Civitella San Paolo (RM). La nuova denominazione assunta è Istituto Comprensivo "Piero Angela" Civitella San Paolo. L'Istituto comprende 6 comuni con relativi plessi scolastici.[66]
- Il 13 agosto 2023, in occasione del primo anniversario della sua scomparsa, il Centro di produzione Rai di Torino è stato a lui intitolato.

## Programmi televisivi
- Telegiornale (Programma Nazionale, 1954-1976; Secondo Programma, 1961-1976)
- Alla ricerca di Mata Hari (Programma Nazionale, 1964)
- Il futuro nello spazio (Programma Nazionale, 1968)
- Destinazione uomo (Programma Nazionale, 1971)
- Da zero a tre anni (Programma Nazionale, 1972)
- Dove va il mondo? (Programma Nazionale, 1973)
- Nel buio degli anni luce (Programma Nazionale, 1976)
- TG2 (Rete 2, 1976-1981)
- Indagine sulla parapsicologia (Rete 1, 1978)
- Nel cosmo alla ricerca della vita (Rete 1, 1980)
- Quark (Rete 1, 1981-1982; Rai 1, 1983-1989)
- Quark speciale (Rete 1, 1981-1983; Rai 1, 1985-1999)
- Il mondo di Quark (Rai 1, 1984-1999)
- Antologia di Quark (Rai 1, 1985)
- Quark economia (Rai 1, 1986)
- Pillole di Quark (Rai 1, 1988)
- Serata Marte (Rai 1, 1988)
- Atmosfera così sottile così fragile (Rai 1, 1989)
- La macchina meravigliosa (Rai 1, 1990)
- Serata Oceano (Rai 1, 1991)
- Quark Europa (Rai 1, 1992)
- Quark enciclopedia (Rai 1, 1993)
- Il pianeta dei dinosauri (Rai 1, 1993)
- L'uomo che venne dalla Preistoria (Rai 1, 1993)
- Serata Quark (Rai 1, 1994)
- Superquark (Rai 1, 1995-2022)
- Speciale Superquark (Rai 1, 1997-2015)
- Viaggio nel cosmo (Rai 1, 1998)
- Domenica in (Rai 1, 1999-2000)
- Ulisse - Il piacere della scoperta (Rai 3, 2000-2018) solo autore
- Superquark musica (Rai 1, 2018)
- Superquark natura (Rai 1, 2018-2022)
- Speciale Ulisse: Quella notte sulla Luna (Rai 1, 2019)
- Superquark+ (RaiPlay, 2019-2022)
- Prepararsi al futuro (Rai Premium, 2020; Rai 3, 2022)
- Speciale Ulisse: Un pianeta meraviglioso - Il futuro da salvare (Rai 1, 2021)
- E il mare come sta? (RaiPlay, 2021)

## Programmi radiofonici
- Telescopio (Secondo Programma, 1954)

## Filmografia
- I luoghi della speranza, regia di Enzo Dino - docufilm (2021)

### Sceneggiatore
- La storia delle invenzioni, regia di Bruno Bozzetto (1959)

## Videografia

### Videocassette
- Videoenciclopedia dei ragazzi (1991)
- Videoenciclopedia della natura (1991)
- Viaggio nel mondo degli animali (1992)
- Animali in primo piano (1994)
- L'universo - Grande enciclopedia dell'astronomia (1997)

### Collane DVD
- La grande Storia dell'Uomo, 27 DVD, RaiTrade-RCS (2008)
- Viaggio nella Scienza, 30 DVD, Rai Trade-RCS (2009)
- Capolavori delle grandi civiltà, 30 DVD, Rai Trade-RCS (2010-2011)
- Antico Egitto-Antica Roma, 30 DVD, Rai Eri-RCS (2012)
- Il Cosmo. Alla scoperta dell'universo, 30 DVD, Rai Eri-RCS (2013-2014)

## Opere
- L'uomo e la marionetta. Il comportamento quotidiano visto attraverso i condizionamenti biologici, Milano, Garzanti, 1972.
- Da zero a tre anni. La nascita della mente, Milano, Garzanti, 1973.
- La vasca di Archimede, Milano, Garzanti, 1975.
- Nel buio degli anni luce, Milano, Garzanti, 1977.
- Viaggio nel mondo del paranormale. Indagine sulla parapsicologia, Milano, Garzanti, 1978. - Collana Oscar Bestsellers n.1087, Milano, Mondadori, 2000, ISBN 978-88-044-8156-0.
- Piero Angela, Intervista sulla materia dal nucleo alle galassie, intervista a Edoardo Amaldi, Bari, Laterza, 1980.
- Nel cosmo alla ricerca della vita, Milano, Garzanti, 1980.
- Viaggi nella scienza. Il mondo di Quark, Milano, Garzanti, 1982.
- La macchina per pensare. Alla scoperta del cervello, Milano, Garzanti, 1983.
- Alfa & Beta. Dalle stelle all'intelligenza. Mille risposte sulla scienza in un dialogo a briglia sciolta, Milano, Vallardi, 1984.
- Quark economia. Per capire un mondo che cambia, Milano, Garzanti, 1986.
- Piero Angela e Pietro Motta, Viaggio nel corpo umano, Milano, Garzanti, 1986.
- Piero Angela e Alberto Angela, La straordinaria storia dell'uomo. Indizio per indizio un'investigazione sulle nostre origini, Milano, Mondadori, 1989, ISBN 88-04-33188-7.
- Piero Angela e Lorenzo Pinna, Atmosfera. Istruzioni per l'uso, Milano, Mondadori, 1990, ISBN 88-04-34167-X.
- Piero Angela e Lorenzo Pinna, Oceano. Gigante addormentato, Milano, Mondadori, 1991, ISBN 88-04-35270-1.
- Piero Angela e Alberto Angela, La straordinaria storia della vita sulla Terra. Diario di un viaggio lungo quattro miliardi di anni, Milano, Mondadori, 1992, ISBN 88-04-35271-X.
- Piero Angela e Carlo Rubbia, Edoardo Amaldi. Scienziato e cittadino d'Europa, Milano, Leonardo Periodici, 1992, ISBN 88-355-0233-0.
- Piero Angela e Alberto Angela, Il pianeta dei dinosauri. Quando i grandi rettili dominavano il mondo, Milano, Mondadori, 1993, ISBN 88-04-37682-1.
- I misteri del sonno. Nuove scoperte sul versante notturno della nostra vita, Milano, Mondadori, 1994, ISBN 88-04-35272-8.
- Piero Angela e Alberto Angela, Dentro il Mediterraneo, Milano, Mondadori, 1995, ISBN 88-04-39369-6.
- Piero Angela e Giuliano Toraldo di Francia, Dialoghi di fine secolo. Ragionamenti sulla scienza e dintorni, Firenze, Giunti, 1996, ISBN 88-09-20838-2.
- Piero Angela e Alberto Angela, La straordinaria avventura di una vita che nasce. Nove mesi nel ventre materno, Roma-Milano, Eri-A. Mondadori, 1996, ISBN 88-04-40505-8.
- Piero Angela, Alberto Angela e Alberto Luca Recchi, Squali, Milano, Mondadori, 1997, ISBN 88-04-42907-0.
- Piero Angela e Alberto Angela, Viaggio nel Cosmo. Alla scoperta dei misteri dell'Universo, Roma-Milano, RAI-ERI-A. Mondadori, 1997, ISBN 88-04-40178-8.
- Viaggio nella scienza, Roma-Novara, La Repubblica-Istituto Geografico De Agostini, 1997, ISBN non esistente.
- Viaggio nel mondo degli animali, Roma-Novara, La Repubblica-Istituto Geografico De Agostini, 1998, ISBN non esistente.
- Raccontare la scienza, Milano, Pratiche, 1998, ISBN 88-7380-461-6.
- Da zero a tre anni. La nascita della mente, collana Oscar Mondadori, 2ª ed., Milano, Garzanti, 2000, ISBN non esistente.
- Piero Angela, Alberto Angela e Giuseppe Pederiali, Il paesaggio che verrà, Modena, F. C. Panini, 2000, ISBN 88-8290-207-2.
- Premi & punizioni. Alla ricerca della felicità, Milano, Mondadori, 2000, ISBN 88-04-45854-2.
- Alfa & Beta. Dalle stelle all'intelligenza. Mille risposte sulla scienza in un dialogo a briglia sciolta, collana Oscar Mondadori, 2ª ed., Milano, Mondadori, 2001, ISBN non esistente.
- Piero Angela, Alberto Angela e Alberto Luca Recchi, Mostri marini, Milano, Mondadori, 2001, ISBN 88-04-48105-6.
- Videoenciclopedia dei ragazzi, Roma, Armando Curcio Editore, 2004, ISBN non esistente. [8 volumi]
- Ti amerò per sempre. La scienza dell'amore, Roma-Milano, RAI-ERI-A. Mondadori, 2005, ISBN 88-04-51490-6.
- Piero Angela e Lorenzo Pinna, La sfida del secolo. Energia. 200 domande sul futuro dei nostri figli, Milano, Mondadori, 2006, ISBN 88-04-56071-1.
- Piero Angela e Lorenzo Pinna, Perché dobbiamo fare più figli. Le impensabili conseguenze del crollo delle nascite, Milano, Mondadori, 2008, ISBN 978-88-04-58094-2.
- A cosa serve la politica?, Milano, Mondadori, 2011, ISBN 978-88-04-60776-2.
- Piero Angela e Alessandro Barbero, Dietro le quinte della Storia. La vita quotidiana attraverso il tempo, Milano, Rizzoli, 2012, ISBN 978-88-17-06147-6.
- Viaggio dentro la mente. Conoscere il cervello per tenerlo in forma, Milano, Mondadori, 2014, ISBN 978-88-04-64063-9.
- Tredici miliardi di anni. Il romanzo dell'Universo e della Vita, Milano, Mondadori, 2015, ISBN 978-88-04-65119-2.
- Il mio lungo viaggio. 90 anni di storie vissute, Collana Ingrandimenti, Milano, Mondadori, 2017, ISBN 978-88-04-66335-5.
- Dieci cose che ho imparato, Collana Vivavoce, Milano, Mondadori, 2022, ISBN 978-88-047-6608-7.
- La meraviglia del tutto. Conversazione con Massimo Polidoro, Postfazione di Christine e Alberto Angela, Collana Gaia, Milano, Mondadori, 2024, ISBN 978-88-047-8498-2.